# Giesensdorf
Giesensdorf ist eine Gemeinde im Kreis Herzogtum Lauenburg in Schleswig-Holstein. Giesensdorf hat keine weiteren Ortsteile.

## Geschichte
Der Ort wurde 1194 als Giselbrechtestorp im Isfriedschen Teilungsvertrag erstmals urkundlich erwähnt. Nach mehrmaligen Verpfändungen und Verkäufen gehörte das Dorf von 1424 bis 1937 als Exklave zur Hansestadt Lübeck. Die Giesensdorfer Bauernvögte waren Mitglieder der Lübecker Bürgerschaft. 1937 kam das Dorf dann durch das Groß-Hamburg-Gesetz zur damaligen preußischen Provinz Schleswig-Holstein.
In der Giesensdorfer Feldmark sind mehrere Grabhügel aus der Bronzezeit nachgewiesen, und verschiedene Einzelfunde an Werkzeugen, Waffen und Tonscherben belegt. Eine hier gefundene römische Goldmünze, geprägt im Jahre 262 für den Kaiser Postumus, könnte auf frühen Fernhandel hindeuten.

## Religion
55 % der Bevölkerung gehören der evangelischen Kirche an; Katholiken gibt es in Giesensdorf nicht. Für die Protestanten zuständig ist die Kirchengemeinde St. Georg auf dem Berge in Ratzeburg, die zur Region Nord der Propstei Lauenburg im Kirchenkreis Lübeck-Lauenburg der Evangelisch-Lutherischen Kirche in Norddeutschland gehört.

## Politik

### Gemeindevertretung
Bei der Kommunalwahl 2023 errang die Wählergemeinschaft Giesensdorf erneut alle sieben Sitze in der Gemeindevertretung. Die Wahlbeteiligung betrug 58,2 Prozent.